# Liste der Biografien/Sanu
Liste der Biografien |
Portal Biografien |
Personensuche
# |
A |
B |
C |
D |
E |
F |
G |
H |
I |
J |
K |
L |
M |
N |
O |
P |
Q |
R |
S |
T |
U |
V |
W |
X |
Y |
Z |
?
 
Sa |
Sb |
Sc |
Sd |
Se |
Sf |
Sg |
Sh |
Si |
Sj |
Sk |
Sl |
Sm |
Sn |
So |
Sp |
Sq |
Sr |
Ss |
St |
Su |
Sv |
Sw |
Sy |
Sz
 
Saa |
Sab |
Sac |
Sad |
Sae |
Saf |
Sag |
Sah |
Sai |
Saj |
Sak |
Sal |
Sam |
San |
Sao |
Sap |
Saq |
Sar |
Sas |
Sat |
Sau |
Sav |
Saw |
Sax |
Say |
Saz
 
Sana |
Sanb |
Sanc |
Sand |
Sane |
Sanf |
Sang |
Sanh |
Sani |
Sanj |
Sank |
Sanl |
Sanm |
Sann |
Sano |
Sanp |
Sanq |
Sanr |
Sans |
Sant |
Sanu |
Sanv |
Sanw |
Sany |
Sanz
Die Liste der Biografien führt alle Personen auf, die in der deutschsprachigen Wikipedia einen Artikel haben. Dieses ist eine Teilliste mit 17 Einträgen von Personen, deren Namen mit den Buchstaben „Sanu“ beginnt.

## Sanu
- Sanu, Kumar (* 1957), indischer Playbacksänger des Hindi-Films
- Sanu, Mohamed (* 1989), US-amerikanischer American-Football-SpielerMohamed Sanu (* 1989)

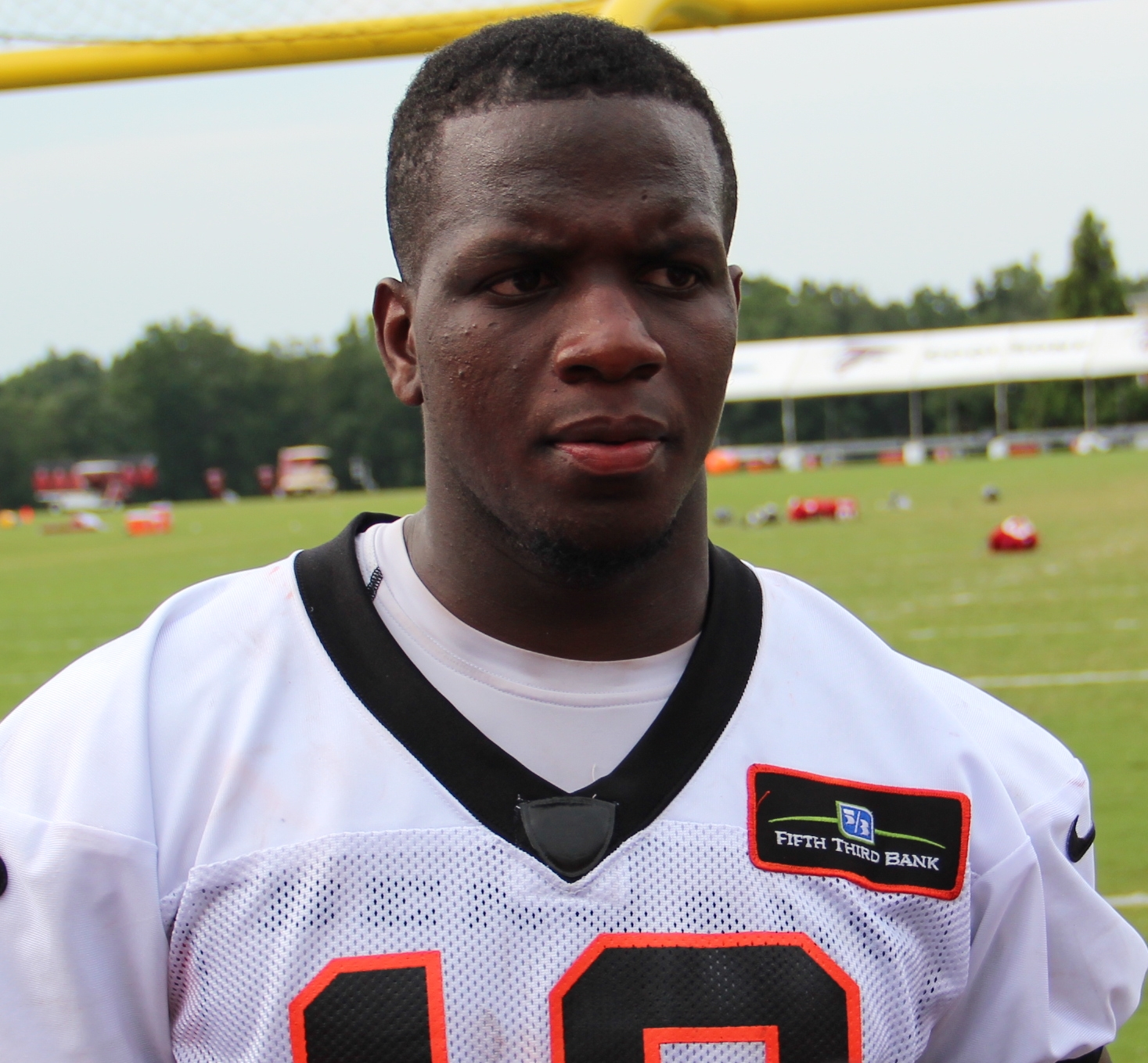
Mohamed Sanu (* 1989)

### Sanuc
- Sanuç, Tayyip Talha (* 1999), türkischer Fußballspieler

### Sanud
- Sanudo, Cristina († 1471), Dogaressa von Venedig
- Sanudo, Marco († 1227), venezianischer Adliger
- Sanudo, Marin (1466–1536), italienischer Historiker, Politiker und Tagebuchschreiber
- Sanudo, Marino der Ältere († 1338), venezianischer Staatsmann und Geograph

### Sanuk
- Sanukran Thinjom (* 1993), thailändischer Fußballspieler

### Sanus
- Sanus, Rafael (1931–2010), spanischer Geistlicher, Theologe, Weihbischof in Valencia
- Sanusi, Abdullah as- (* 1949), libyscher Schwager des libyschen Revolutionsführers und Herrschers Muammar al-Gaddafi
- Sanusi, Anthony Saliu (1911–2009), nigerianischer Geistlicher und römisch-katholischer Bischof von Ijebu-Ode
- Sanusi, Muhammad (1933–2018), indonesischer Radrennfahrer
- Sanūsī, Muhammad al-Mahdī as- (1844–1902), libyscher Sektenführer
- Sanusi, Zaidu (* 1997), nigerianischer Fußballspieler
- Sanussi, Muhammad as- (1787–1859), Begründer des Sanusiya-Ordens

### Sanut
- Sanuto, Giulio (1540–1588), italienischer Zeichner und Kupferstecher
- Sanuto, Livio († 1576), italienischer Kosmograph und Mathematiker